# Rivulus rubripunctatus
Rivulus rubripunctatus är en fiskart som beskrevs av Bussing, 1980. Rivulus rubripunctatus ingår i släktet Rivulus och familjen Rivulidae. Inga underarter finns listade i Catalogue of Life.